# تيم فيرغسون
تيم فيرغسون (بالإنجليزية: Tim Ferguson)‏ (و. 1963 – م) هو ممثل، وكاتب سيناريو، ومنتج أفلام، وممثل هزلي، ومقدم برامج، من أستراليا، ولد في سيدني.

## التعليم
تعلم في Narrabundah College ‏، وSchool Without Walls (Canberra) ‏.

## مناصب وهيئات
أدار المعهد الملكي للتكنولوجيا في ملبورن.

## وصلات خارجية
- تيم فيرغسون على موقع IMDb (الإنجليزية)
- تيم فيرغسون على موقع ميوزك برينز (الإنجليزية)
- تيم فيرغسون على موقع أول موفي (الإنجليزية)
- تيم فيرغسون على موقع قاعدة بيانات الفيلم (الإنجليزية)